# Ward Tower
Der Ward Tower ist ein markanter Berg von 2760 m Höhe im Australischen Antarktis-Territorium. In der Britannia Range des Transantarktischen Gebirges ragt er 5 km ostnordöstlich des Mount Aldrich auf.
Das Advisory Committee on Antarctic Names benannte ihn im Jahr 2000 nach Edward Michael d’Invilliers Ward (1918–2006), Kommandeur der Flugstaffel VX-6 der United States Navy bei den ersten beiden Deep Freeze Operationen (1955–1956 und 1956–1957).